# Sepedon cascadensis
Sepedon cascadensis is een vliegensoort uit de familie van de slakkendoders (Sciomyzidae). De wetenschappelijke naam van de soort is voor het eerst geldig gepubliceerd in 1974 door Fisher and Orth.